# Az erő krónikája
Az erő krónikája (eredeti cím: Chronicle) 2012-ben bemutatott amerikai szuperhős témájú sci-fi Josh Trank elsőfilmes rendezésében. A forgatókönyvet a rendezővel közös ötlete alapján Max Landis. A főbb szerepekben Dane DeHaan, Alex Russell és Michael B. Jordan látható.
Világpremierje 2012. január 28-án volt a Gérardmer Filmfesztiválon, az Amerikai Egyesült Államokban február 3-án mutatta be a 20th Century Studios. Magyarországon március 1-jén jelent meg az InterCom Zrt. forgalmazásában. A 15 millió dollárból készült film 126,6 millió dolláros bevételt hozott a nemzetközi jegypénztáraknál. Általánosságban pozitív kritikákat kapott, és a 39. Szaturnusz-díjátadón jelölték a legjobb sci-fi filmnek járó díjra.

## Cselekmény
Andrew Detmer seattle-i tinédzser elkezdi filmezni az életét. Édesanyja, Karen rákban haldoklik, alkoholista apja, Richard pedig verbálisan és fizikailag bántalmazza fiát. Az iskolában is rendszeres zaklatások érik a fiút.
Unokatestvére, Matt meghívja Andrew-t egy partira, hogy segítsen neki kapcsolatot teremteni az emberekkel. Andrew filmezése idegesíti a résztvevőket, ezért dühösen távozik a partiról. A népszerű diák, Steve meggyőzi Andrew-t, vegyen fel kamerájával valami furcsát, amit Matt és ő találtak az erdőben: egy mélyedés a földben hangos, furcsa zajt ad ki. A három fiú bemászik a gödörbe, ahol egy nagy, világító kék kristályos tárgyat találnak. Vörösen izzik, amitől a csapat orrvérzéstől és fájdalomtól szenved. A kamera kikapcsol. Néhány héttel később Andrew, Matt és Steve telekinetikus képességeket rendelkezik: az elméjük erejével mozgatnak tárgyakat, de azonnal vérezni kezd az orruk, ha túlságosan megerőltetik magukat. Visszatérnek a lyukhoz, azonban a területet lezárták a hatóságok.
Képességük idővel egyre erősebbé válik. Matt azt állítja, a képességek úgy működnek, mint az izmok, és használat közben erősödnek. A trió szoros barátságot alakít ki, és elkezdik csínytevésekre használni erejüket, de túl messzire mennek. Matt szerint korlátozniuk kéne a telekinézis használatát és élőlényekkel szemben nem alkalmazni azt. Amikor felfedezik repülési képességüket, megállapodnak abban, hogy az érettségi után együtt körberepülik a világot. Andrew békés szándékkal Tibetbe akar látogatni. Steve arra biztatja Andrew-t, vegyen részt az iskolai tehetségkutató versenyen. Andrew lenyűgözi osztálytársait, amikor szuperképességét bűvésztrükköknek és elképesztő mutatványoknak álcázza.
Andrew egyre zárkózottabbá és ellenségesebbé válik, ami végül odáig fajul, hogy apja, Richard rátámad. A fiú az erejét felhasználva legyőzi őt. Indulatossága miatt bántja Steve-et és Matt-et is, akik pszichésen kapcsolatban állnak vele. Steve a vihar közepette a repülő Andrew-hoz fordul, megpróbálva megvigasztalni, de ez csak még dühösebbé teszi barátját, majd Steve-be belecsap a villám és megöli. Andrew eltávolodik Matt-től, és később az iskolában is kigúnyolják. Miután piszkálják, telekinézissel kitépi annak bölcsességfogát bántalmazója szájából. Andrew elkezd magára csúcsragadozóként tekinteni, így nem érez bűntudatot amiatt, mert az erejét a nála gyengébbek bántalmazására használja. Amikor az édesanyja állapota rosszabbodik, Andrew pénzt lop gyógyszerekre. Egy helyi banda kirablása után egy benzinkutat akar kifosztani, ahol akaratlanul robbanást okoz.
A születésnapi ünnepségen Matt orra vérezni kezd és megérzi, hogy Andrew bajban van. Látja a híreket a kórházban történt rejtélyes robbanásról, és azonnal odamegy, próbálva megnyugtatni barátját. Ő azonban ellenségessé és irracionálissá válik, így harcolni kezdenek, miközben a fiúk épületeket rombolnak le és járműveket dobálnak. Andrew sérülten és dühösen használja ki erejét, ami a körülötte lévő épületek pusztulásához vezet. Mivel több száz ember élete forog kockán, Mattnek nincs más választása, mint egy közeli szobor lándzsájával végezni barátjával. A rendőrség körülzárja Mattet, de ő elrepül.
Három hónappal később Matt Tibetben utazik Andrew kamerájával. Leforgat egy utolsó videót, amelyben bocsánatot kér Andrewtól, aki állítása szerint nem volt rossz ember. Megfogadja, erejét jóra fogja használni, és megígéri, hogy kideríti az igazságot arról, mi történt velük. A kamerát egy tibeti kolostorra irányítja a távolban, mielőtt elrepülne, a kamerát maga mögött hagyva.

## Szereplők
| Szerep           | Színész               | Magyar hang        |
| ---------------- | --------------------- | ------------------ |
| Andrew Detmer    | Dane DeHaan           | Fehér Tibor        |
| Matt Garetty     | Alex Russell          | Hamvas Dániel      |
| Steve Montgomery | Michael B. Jordan     | Varga Gábor        |
| Richard Detmer   | Michael Kelly         |                    |
| Casey Letter     | Ashley Hinshaw        | Bogdányi Titanilla |
| Karen Detmer     | Bo Petersen           |                    |
| Monica           | Anna Wood             |                    |
| Wayne            | Rudi Malcolm          |                    |
| Sean             | Luke Tyler            |                    |
| Samantha         | Crystal-Donna Roberts |                    |
| Costly           | Adrian Collins        |                    |
| Howard           | Grant Powell          |                    |
| Austin           | Armand Aucamp         |                    |
| Cala             | Nicole Bailey         |                    |

## Fordítás
- Ez a szócikk részben vagy egészben  a   Chronicle (film) című angol Wikipédia-szócikk fordításán alapul.  Az eredeti cikk szerkesztőit annak laptörténete sorolja fel. Ez a jelzés csupán a megfogalmazás eredetét és a szerzői jogokat jelzi, nem szolgál a cikkben szereplő információk forrásmegjelöléseként.